# 天の血脈
『天の血脈』（てんのけつみゃく）は、安彦良和による日本の漫画である。『月刊アフタヌーン』（講談社）2012年3月号から2016年11月号まで連載された。単行本はアフタヌーンKC（講談社）より2016年10月までに全8巻が刊行された。
作者が過去に手がけた『虹色のトロツキー』や『王道の狗』とならび「安彦近代史3部作」と称される。

## 概要
明治時代後期の日本と東アジアを舞台にした作品。日露戦争の開戦間際という緊迫した時代の中で翻弄される青年の姿が描かれるが、近代史だけでなく古代史にも焦点を当て歴史を捉え直そうと試みられている。作者の安彦は『月刊アフタヌーン』での連載は初となる。
作者の安彦によれば、これまで古代と近代を題材として作品を発表してきたが、いずれは双方をリンクさせた作品を描きたいとの希望があったという。また、近代史のテーマについては『虹色のトロツキー』と『王道の狗』の執筆により一つの区切りがついたとしつつ、いずれは二つの作品の中間点にあたる時代を描きたいとも語っていた。この作品において題材として選ばれた神功皇后（息長帯比売命）の時代と日露戦争の時代は共に外征の時代であり東アジア諸国が密接に関わるが、主人公・安積亮を介在して2本の軸が上手く絡み合えば自身が「歴史好き漫画家」として関わった仕事の集大成となるのではないか、としている。
作者の安彦は、2013年7月に行われた日本マンガ学会第13回大会ではアジアを題材として作品を発表している動機について「満州を巡る戦争は侵略ということで決着した筈だったが、古い写真を眺めるうちに、そこで営まれていた日常生活の中で人々は盲目的に権力を受け入れていたのか、と疑問が沸き起こった」と語っている。また、漫画として難しいテーマを描くことについては「漫画であるからと読者が許す鷹揚さが功を奏している」とも語っている。

## ストーリー
作中では古代と近代を交錯させたストーリー形式がとられているが、本項では便宜的に「明治編」「古代編」の表記を用いる。
明治編
1903年（明治36年）10月、日本とロシア帝国との間に緊張状態が続く中、第一高等学校（一高）の安積亮は、嬉田貞一教授の率いる東京帝国大学（帝大）と一高の合同の特別史跡調査隊に参加し、好太王碑の調査のために満州と朝鮮の国境に沿いに位置する集安へ向かう。安積らは調査を開始した矢先に現地の馬賊の襲撃を受け、ロシア軍駐屯地に身柄を拘束されるが、黒龍会の内田良平や朝鮮族の若者・柳斗星らの支援を受けて脱出に成功。調査は滞りなく終了し帰国を控えた安積は「からゆき」のハナと束の間の交流を持つが内田の計略によって離れ離れとなる。
1904年（明治37年）、日本へ戻った安積は両親の計らいにより諏訪大社の巫女・森谷翠と祝言をあげるなど平穏な日々を送るが、同年2月8日に日露が交戦状態となり時代の流れは動き始める。安積は嬉田の下で古代史研究に携わり充実した学生生活を送る一方、満州で工作活動を行う花田仲之助や亡命中国人グループとも繋がりのある内田に翻弄される。一方、明治女学校に通うことになった翠は都会での新しい生活を満喫する一方、非戦論を唱える平民社の思想に感化されるなど少なからず影響を受ける。
1905年（明治38年）春、安積は帝大への進学が決まるが、恩師の嬉田は一高を去ることになり、別れ際に「日本の将来と歴史研究者の前途は厳しいものになる」と告げられる。戦争は日本の勝利という形で終結するが、民衆の間で講和条約に対する不満が高まり暴動が発生するなど重苦しい空気が漂う。
1906年（明治39年）、朝鮮には伊藤博文を初代統監とする統監府が設置され日本政府による実質的な統治が始まるが、かつて内田の下にいた柳斗星は義兵闘争に加わり反旗を翻す。一方、安積と翠は万世一系の歴史観を排する目的のため天皇家に対するテロを画策する宮川太一の陰謀に巻き込まれる。安積は警察に身柄を拘束され取り調べを受けるが、誤解は解け釈放されるも、実家では母が彼の不始末を苦に自殺をしていた。翠との東京の新居も引き払われ、打ちひしがれる安積だが、内田からの誘いを受けて満鉄調査部の研究員として妻の翠とともに再び大陸に渡ることを決意する。
1907年（明治40年）、満鉄調査部の一員となった安積は漢城で三国時代に築かれた王墓の発掘調査に携わり、大陸の古代国家と日本の皇室との結びつきを解き明かそうとする。一方、ハーグ密使事件に端を発した伊藤統監による内政干渉により市内は騒乱状態となり、こうした状況の中で安積は歴史を政治に利用しようと目論む内田と袂を別つことになる。
同年10月、韓国統監府付きの仕事を終えた安積は、翠とともに日本の租借地であり満鉄本社のある大連へと向かう。三韓征伐や応神朝の謎について漠然と疑問を抱えていた安積だが、恩師の嬉田と再会を果たすと、好太王のものと推定される王墓の発掘調査に参加することとなる。一方、ロシアの革命勢力の影響が日本へと波及し、皇室が危機にさらされることを危ぶむ明石元二郎は後輩の内田を呼び出し「併合はもはや既定事項だ。お前の火遊びで後世に災いを残してはならない」ときつく忠告する。明石の忠告を受け入れた内田は、嬉田に対して発掘調査を中止し全て埋め戻すように伝える。
内田に見限られた嬉田は意気消沈するが、安積は先祖のイサナの幻影に導かれ王墓の中で日朝両国のつながりを解くカギとなる「原七支刀」を発見する。安積や嬉田の一行は「原七支刀」を日本へと持ち帰ろうとするが、その道中で柳斗星やハナと再会を果たし、清と朝鮮の国境を抜けてウラジオストクへ向かうことになる。この動きを知った内田は、明石の配下の部隊を引き連れて安積や嬉田の一行を追いつめるが、そこへ清国軍陣地からの砲弾が降り注ぎ、安積は行方不明となるのだった。
古代編
安積は夢の中で彼の祖先である海人族の姿を見る。4世紀、安積の祖先・イサナは那津の磯鹿島（後の福岡県福岡市東区にある志賀島）で暮らしていたが、ヤマト国の大臣である武内宿禰の命により百済を救援するため朝鮮半島への出兵に加わることになる。
ヤマト国の軍勢は新羅と高句麗を平定後に帰国し、息長帯比売命は筑紫で誉田別命を出産する。ヤマト国へと凱旋する軍勢に対して、幼子に皇位が決まることを恐れる麛坂王と忍熊王の軍勢が明石付近で迎え撃つが、安積は夢の中でイサナと出会い彼からその赤ん坊が自分の子供だと告げられる。
帯比売命の軍は忍熊王の軍を追撃して紀の国へ上陸する。イサナは誉田別命の出生の秘密を知る葛城襲津彦の襲撃に遭い重傷を負うが、紀の国の一帯が夜のような暗闇に包まれたことでかろうじて難を逃れると、安曇の枕元に立ち警告を与えるのだった。
エピローグ
2016年（平成28年）3月、安積は豆満江のほとりで若き日の姿のままで発見され、特別措置として日本へ送還される。収容先の病院で安積は多くの文献を読み漁り、嬉田教授の顛末や「原七支刀」の複製が日本へ贈られた経緯を知る。また、自分の玄孫にあたる茜という娘と出会い、妻の翠やハナらが無事であったことを知らされる一方、100年前とは様変わりした東京の姿を目の当たりにする。そんな中、安積が浦島太郎のように急激に老化したところで物語を終える。

## 登場人物

### 主要人物
安積亮
本作の主人公。初登場時18歳。一高生で、学校内に「旅行部」を作るための話題づくりとして史跡調査隊に参加した。諏訪大社の上社がある長野県諏訪の出身だが、嬉田教授や内田からは「安曇野出身で海人族の末裔」と勘違いをされている。眼鏡をかけた軟弱な優男の風体だが、黒龍会の内田に対しても臆せず意見をするなど負けん気は強い。
史跡調査隊に参加したころから先祖にあたるイサナの姿をたびたび夢に見るようになっていたが、やがてイサナが時間旅行者か幻影かのように目の前に現れるようになり、彼から古代の謎を解く手がかりを得るようになる。
嬉田貞一
一高の教授。好太王碑の調査研究および古代史の解明に情熱を傾ける。碑文の調査研究をまとめた博士論文が認められた場合、帝大教授に昇格することが有力視されており、本人も白鳥庫吉や内藤湖南に遅れる訳にはいかないと意気込んでいる。黒龍会の内田とは旧知の間柄で、安曇からは碑文研究は内田と結託し国策に奉仕するためのものと疑われたが本人は否定した。その後、第二高等学校の講師に転じるため一高を去ったが、二高のある仙台での生活に侘しさを感じ、内田の支援を受けて1907年暮れに大王陵の発掘調査に参加する。モデルは喜田貞吉。
内田良平
日本の国家主義団体である黒龍会の主幹。「玄洋社一の暴れん坊」と呼ばれる剣の使い手で日本とロシアの開戦が近づく満州において地元の馬賊を日本側に引き入れる工作活動に従事した。作中では日鮮同祖論を説き、戦争で日本が勝利し満州からロシアの影響力を駆逐することが出来れば合邦への勢いが強まると主張しており、嬉田教授や安積の古代史研究がその実現に役立つもの、国益にかなうものとして目を掛けている。その一方で清国を逃れ日本へ亡命した革命グループの支援もしているが、宋教仁からは「急進的な拡張主義者」と評されている。陸軍大佐の明石元二郎は同郷の先輩にあたるが、彼には頭が上がらない。
森谷翠
明治女学校に通う女学生で、安曇の妻。安積と同じく長野県諏訪の出身で、実家は諏訪大社で神官を務める家系。世間知らずな箱入り娘の風体だが、古い因習に窮屈さを感じてキリスト教系の学校への進学を希望していた。幼馴染の安積との結婚を条件に進学が認められ東京での生活を始めるが、一方で平民社の唱える反戦思想に一時的に影響を受けることになり、アナキストの宮川太一から付きまとわれる羽目になる。その後、安積と共に大陸へ渡り、作品終盤では子供を身篭る。学生時代に田代から大陸での安積とハナの関係を聞かされて以来、彼女に対してわだかまりの感情を抱いていたが和解すると、生まれた娘に「ハナ」と名付けた。最終話では茜という玄孫が登場するが、翠と酷似した容姿をしている。

### 日本

#### 一高、帝大の人々
手代木
一高生で史跡調査隊の一員。安積の1年先輩にあたる。嬉田教授に師事し古代史研究に携わることを希望しており、調査隊参加後の1904年4月に帝大の史学科に進学した。卒業後は別の職業についていたが、仕事を辞めて1907年暮れの大王陵の発掘調査に参加した。
田代鶴兵
一高生で史跡調査隊の一員。お調子者の性格であり軽口や憎まれ口を叩くことが多い。実家は干物屋を営んでいる。一高卒業後は東京高等商業学校（高商）に進学したが、実践に勝る経験はないと田代商事という会社を興し、朝鮮半島で商売を始めている。
伴
帝大生で史跡調査隊の一員。熊本県の第五高等学校（五高）出身。内田を同じ九州男児ということもあり尊敬している。大柄な体躯の持ち主で柔道を学んでいる。
白鳥庫吉
学習院および東京帝国大学教授。作中では安積のまとめた三韓征伐に関する論文を査定するが、興味深い内容としつつ論文の体を為していないと否定。彼の弟子にあたる津田左右吉の研究姿勢を学ぶよう諭す。

#### 内田の関係者
柳斗星
朝鮮族の若者で、義和拳の使い手。1900年に勃発した義和団の乱に加わるが多くの仲間を失い敗走すると、アジア主義を説く内田の下に身を寄せることになり、彼からは「北斗」と呼ばれていた。内田を慕いアジア主義の理想を信じていたが、日露戦争後に日本による実質的な朝鮮統治が始まると彼の下を去り、義兵闘争に加わる。作品終盤では安積と再会を果たしハナと共に彼らの脱出行を手助けするが、内田に斬りつけられ生死不明となる。
ハナ
中国大陸に渡って働く「からゆき」の女性。長崎県の出身。日本人とロシア人のハーフでロシア語にも堪能であるが、青い瞳を持つことに負い目を感じている。安積らの一行と共に日本へ帰国するはずだったが花田仲之助の組織に拘束され、戦時中はハルビンのロシア軍司令部で諜報活動を行う。作品終盤では安積が大陸に渡っていることや夫婦生活を送っていることを知りつつ、それを遠巻きに見守っていたが、安積と嬉田の一行が内田と袂を分けた際には柳斗星と共に脱出行を手助けした。
花田仲之助
元日本陸軍の情報将校で予備役少佐。満州に渡ると現地の馬賊を糾合して満州義軍を編成し日露戦争の際には後方を攪乱した。作中では花行一（フア・クウイー）の偽名を名乗って潜伏している。
宮崎寅蔵
熊本県出身の壮士。号は滔天。1905年に孫文らと政治結社「中国同盟会」を結成し中国の民主化革命に関わる。
明石元二郎
陸軍大佐、後に少将に昇進。日露戦争の際には駐在武官としてヨーロッパに渡って諜報活動を行い、ロシアの革命勢力を味方につけ後方を攪乱した。戦後、韓国駐箚軍憲兵隊司令官に就任し、義兵闘争の鎮圧にあたった。福岡県の出身で、玄洋社の内田とは同郷の先輩にあたる。作中ではロシアにおけるロマノフ家の失墜と革命勢力の台頭に危機感を抱き、日本だけは皇室を絶対に護持せねばならないという考えから、合邦のための工作を行う内田に対し軽挙を慎むように忠告をする。

#### 明治女学校の人々
巌本善治
教育家、評論家。明治女学校創設時の発起人の一人であり、後に同校の教頭や校長を務める。勝海舟と親交があり、作中で安曇と翠が寮を出て同居することを申し出た際に勝の記した李白の書を餞別として贈った。
小手川弥生子
明治女学校の寄宿舎の寮監。後に小説家となる。作中では翠の先輩として登場し、長野県の実家にも顔を出す。

#### 社会主義者、アナキスト
大杉栄
東京外国語学校の学生。平民社とも関わりのある社会主義者。作中では諏訪で非戦演説会を開いた内村鑑三の護衛役として登場して以来、安積と関わるようになり、自らを「ハイカラな大杉（大ハイ）」と称するなど飄々とした態度を取る。キリスト教徒であるが神を信じておらず、内村の非戦論を支持する一方で彼の非暴力的思想にも反する考えを持ち、やがて無政府主義者を名乗るようになる。
堺利彦
社会主義者で平民社の中心の一人。作中では管野スガとの面会を求める安積と立会うが、彼が一高生で嬉田教授の教え子と知ると「碑文研究は大陸進出の理由付けの一つ」として激しく糾弾した。
宮川太一
長野県安曇野出身のアナキスト。日本古来の土着神・ミシャクジを信仰しているが諏訪大社も元々はミシャクジを祀ったものだとし、神官の家系である翠のことを「マドンナ」として崇めている。高天原以来の神話や神武以来の歴史の系譜を紛い物と称し、天津神の末裔である天皇家に対するテロを画策するが、爆裂弾製造に失敗し警察に逮捕された。その際に「爆裂弾の製造方法を帝大の知人に教わった」と偽証したことから、安積が拘束されるきっかけとなる。モデルは宮下太吉。

#### その他
内村鑑三
キリスト教思想家。日露戦争開戦前にキリスト教の立場から非戦論を説き、国民に忠孝道徳を強いる一方で欺瞞を並立する現状こそ国家の存在を危うくすると主張する。
相馬良
夫と共に東京本郷にパン販売店・中村屋を創業。後に文化人に交流の場を提供し「中村屋サロン」の中心となった。かつては明治女学校の学生だったが、結婚を機に夫の郷里である長野県安曇野に在住していた。
伊藤博文
元内閣総理大臣、初代韓国統監。日露戦争後の1905年11月、第2次日韓協約が締結されたことに伴い統監府初代統監に就任し改革に着手するが、高宗をはじめ守旧派の抵抗に遭う。作中では、高宗の早急な退位を求める内田からの進言を「今、日本が野心を見せれば世界から批判を受けかねない」と軽くいなしていたが、1907年に高宗がハーグ密使事件を引き起こしたことを皮切りに退位に追いこみ、統監府の権限を強化させた第三次日韓協約を締結した。
津田左右吉
歴史学者。作中では満鉄調査部員となった安積と朝鮮で出会うが、三韓征伐当時の研究を行う安積に対し史料批判の観点から「三韓征伐は史実ではない」「神功皇后や武内宿禰の実在は疑わしい」という立場を採る。
後藤新平
満鉄初代総裁、元台湾総督府民政長官、後に東京市長を務める。「天下の大風呂敷」の異名を持つ。作中ではロシアの革命派の動きについて「使い方次第で毒にも薬にもなる」と余裕のある姿勢を見せるが、明石元二郎からたしなめられる。

### 清
張作霖
満州で活動する馬賊の頭目。「白虎の張」の異名を持ち、後に軍閥を指揮し奉天省において政治・軍事的実権を握る。作中では、内田に対してロシアとは敵対関係にあることから日本への協力を約束するが、戦争を行うのは日露であって全面的に協力する気はないとの立場を採る。
宋教仁
政治家、革命家。蜂起に失敗して日本へ亡命すると「中国同盟会」に参加。辛亥革命では中心的役割を担い、革命後は国民党を組織した。作中では馬賊工作のため満州へ向かう最中に安積と再会し、彼の研究は国家の思惑に利用されかねないと警鐘を鳴らす一方、そうした圧力に負けず研究をやり遂げるだろうと後押しした。
孫文
政治家、革命家。号は中山。清朝打倒を目指し1905年に東京で中国同盟会を結成。三民主義を革命の基本綱領とし、後に中華民国の臨時大総統に就任した。作中では伊藤博文や宋教仁を介して、政治家や革命家としての手腕に疑問が呈されている。
陳天華
革命家。清朝打倒のため日本に留学、「中国同盟会」の結成の際には発起人の一人となる。作中では日本政府により「清国留学生取締規則」が公布されたことに抗議して帝大で集会を行った際に安曇と知り合うが、1905年12月に『朝日新聞』に清国留学生問題を揶揄する投稿記事が掲載されると、それに抗議して都内の大森海岸で入水自殺をした。

### 朝鮮
高宗
大韓帝国初代皇帝であり、李氏朝鮮最後の国王。1895年の乙未事変以来、日本に対し不信感を抱いており、統監府初代統監として朝鮮の改革を推し進めようとする伊藤博文と対立する。1907年にハーグ密使事件を引き起こしたことで伊藤の追及を受けると、息子の純宗へ譲位した。これまで失政を繰り返したため、伊藤からは低評価を受けている。
宋秉畯
親日団体「一進会」代表。甲申政変後に金玉均暗殺の命を受け日本に渡るが果たせず、玉均の思想の影響を受けて開化派・親日派に転向した。1907年の李完用内閣の成立後は農商務大臣を務めた。作中では李朝時代の長きに渡る失政により立ち遅れた朝鮮を再興させるには驕りを捨てて日本に下り、墜ちるところまで墜ちるほかはないと主張している。
安応七
李朝時代の両班の出身。本名は重根。名家に生まれた者の務めとして学校を設立するが、資金難から石炭商も営む。作中では冬季の大同江の凍結のため取引先に石炭を納入できずにいたところを田代商事に出し抜かれて損害を被り、怒り心頭で田代を襲撃した際に安積と翠に諭されて打ち解ける。安積を教養のある人物として兄弟のように慕う一方、激情的な側面を見せる。その後、高宗が退位すると国の前途を悲観し、義兵闘争に加わる。

### ロシア
ニコライ2世
ロシア帝国14代皇帝。腹心のアレクサンドル・ベゾブラゾフの進言を受けて満州におけるロシア軍兵力の増強を決定し、日本との戦争の意思を固める。1891年に発生した大津事件で警察官・津田三蔵に斬りつけられ負傷したことを忘れてはおらず嫌悪感を抱いている。
アレクサンドル・ベゾブラゾフ
ロシア帝国皇帝付枢密顧問官。自身が社長を務める東亜木材会社の事業所が内田らにより襲撃されたことを口実にニコライ2世に対して、ロシア軍の満州からの段階的撤退を定めた露清条約に反して兵力の増強を進言する。
イヴァン
日露戦争後、ウラジーミル・レーニンの指示により極東に派遣されたボリシェヴィキの一員。大連にて党建設の目的を達成するため、その障害となる日本側の動きを探るがハナに返り討ちに遭い殺害される。

### 古代編

#### 主要人物
安曇のイサナ
安積亮の先祖にあたる人物。那津（なのつ）磯鹿島を本拠地とする海人族の青年でイソラの孫。操船技術に優れ、顔面には黥面と呼ばれる入れ墨が刻まれている。ヤマト国の軍勢に加わり新羅と高句麗を平定後に帰国後、紀の国に軍勢を降ろした後も息長帯比売命との間に生まれた赤子の行く末を確かめようと帯同を続けるが、葛城襲津彦の襲撃に遭い重傷を負う。
息長帯比売命
帯中日子天皇の正室。三韓征伐を指揮し、新羅と高句麗を平定後に筑紫で誉田別命を出産する。明治編におけるハナと酷似した容姿を持つ。
武内宿禰
ヤマト国の大臣。イソラらに三韓征伐への参加を命じる。明治編における内田良平と酷似した容姿を持つ。
葛城襲津彦
武内宿禰の息子。イサナに対して高圧的な態度をとるが、誉田別命の出生の秘密を知る彼を危険視し、大陸渡来の剣で重傷を負わせる。

#### その他
帯中日子天皇
ヤマトタケルの息子で息長帯比売命の夫。作中では武内宿禰に対して異国への出兵ではなく先祖との縁が深い筑紫の平定を訴えるが神懸りした帯比売命から否定され、崩御した。
安曇のイソラ
那津・磯鹿島を本拠地とする海人族の水主でイサナの祖父。海蛇の祟りに遭い頭部に皮膚炎を患っているため普段は布で顔面を覆い隠している。
麛坂皇子
仲哀天皇の息子で、応神天皇の異母兄。弟の忍熊王と共に新羅から凱旋した帯比売命らの軍を迎え撃つが、陣内に忍び込んだ猪に襲われて薨御した。作中では武内宿禰の命を受け変装したイサナによって暗殺された。
忍熊皇子
仲哀天皇の息子で、応神天皇の異母兄。兄の麛坂王と共に帯比売命らの軍を迎え撃つ。猪に襲われた際には難を逃れた。

## 書誌情報
- 安彦良和『天の血脈』 講談社〈アフタヌーンKC〉全8巻
  1. 2012年8月23日発売[講 1] ISBN 978-4-06-387837-0
  2. 2013年4月23日発売[講 2] ISBN 978-4-06-387875-2
  3. 2013年11月23日発売[講 3] ISBN 978-4-06-387937-7
  4. 2014年7月23日発売[講 4] ISBN 978-4-06-387985-8
  5. 2015年2月23日発売[講 5] ISBN 978-4-06-388034-2
  6. 2015年8月21日発売[講 6] ISBN 978-4-06-388077-9
  7. 2016年3月23日発売[講 7] ISBN 978-4-06-388130-1
  8. 2016年10月21日発売[講 8] ISBN 978-4-06-388191-2

  - 新版『天の血脈』全4巻、中央公論新社〈中公文庫〉、2021年8月-2022年1月

#### アフタヌーンKC
1. ↑  “アフタヌーン｜天の血脈（1）｜作品紹介｜講談社コミックプラス”.   講談社. 2013年11月23日閲覧。
2. ↑  “アフタヌーン｜天の血脈（2）｜作品紹介｜講談社コミックプラス”.   講談社. 2013年11月23日閲覧。
3. ↑  “アフタヌーン｜天の血脈（3）｜作品紹介｜講談社コミックプラス”.   講談社. 2013年11月23日閲覧。
4. ↑  “アフタヌーン｜天の血脈（4）｜作品紹介｜講談社コミックプラス”.   講談社. 2014年9月13日閲覧。
5. ↑  “アフタヌーン｜天の血脈（5）｜作品紹介｜講談社コミックプラス”.   講談社. 2015年3月21日閲覧。
6. ↑  “アフタヌーン｜天の血脈（6）｜作品紹介｜講談社コミックプラス”.   講談社. 2015年8月22日閲覧。
7. ↑  “アフタヌーン｜天の血脈（7）｜作品紹介｜講談社コミックプラス”.   講談社. 2016年3月23日閲覧。
8. ↑  “アフタヌーン｜天の血脈（8）<完>｜作品紹介｜講談社コミックプラス”.   講談社. 2016年10月21日閲覧。